# كولوميلا
كولوميلا (باللاتينية: Lucius Junius Moderatus Columella) هو كاتب عاش في كنف الإمبراطورية الرومانية ما بين سنتي 4 و حوالي 70 ميلادي.
اشتهر كولوميلا بكتابه De Re Rustica عن الزراعة الذي ألفه في حوالي اثني عشر مجلداً.
يعتقد أن مكان ولادة كولوميلا كان في قادس ولأبوين رومانيين، ثم التحق في الجيش حيث تولى منصب أطربون في الجيش الروماني في سوريا حوالي سنة 35 قبل أن يرجع ويتفرغ إلى موضوع الكتابة في الزراعة.